# Pjatjorotschka
Pjatjorotschka (russisch Пятёрочка, manchmal englisch transkribiert Pyaterochka) ist eine russische Kette der Lebensmittelgeschäfte „Um die Ecke“, die von der X5 Group verwaltet wird.
Im Mai 2019 wurde das 15000. Geschäft der Kette eröffnet.

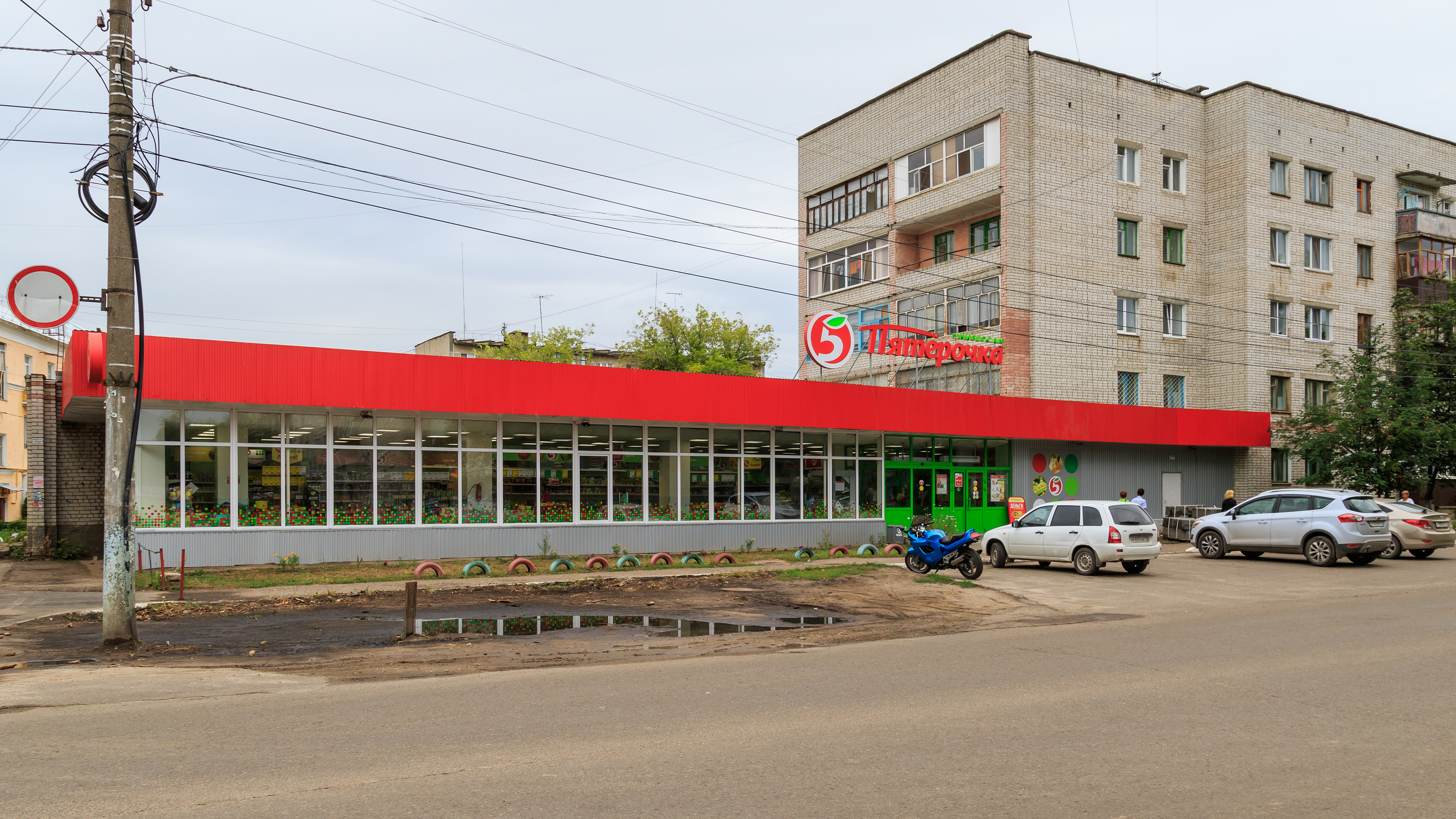
Ein Pjatjorotschka-Markt in Wolschsk, Außenansicht

## Geschichte

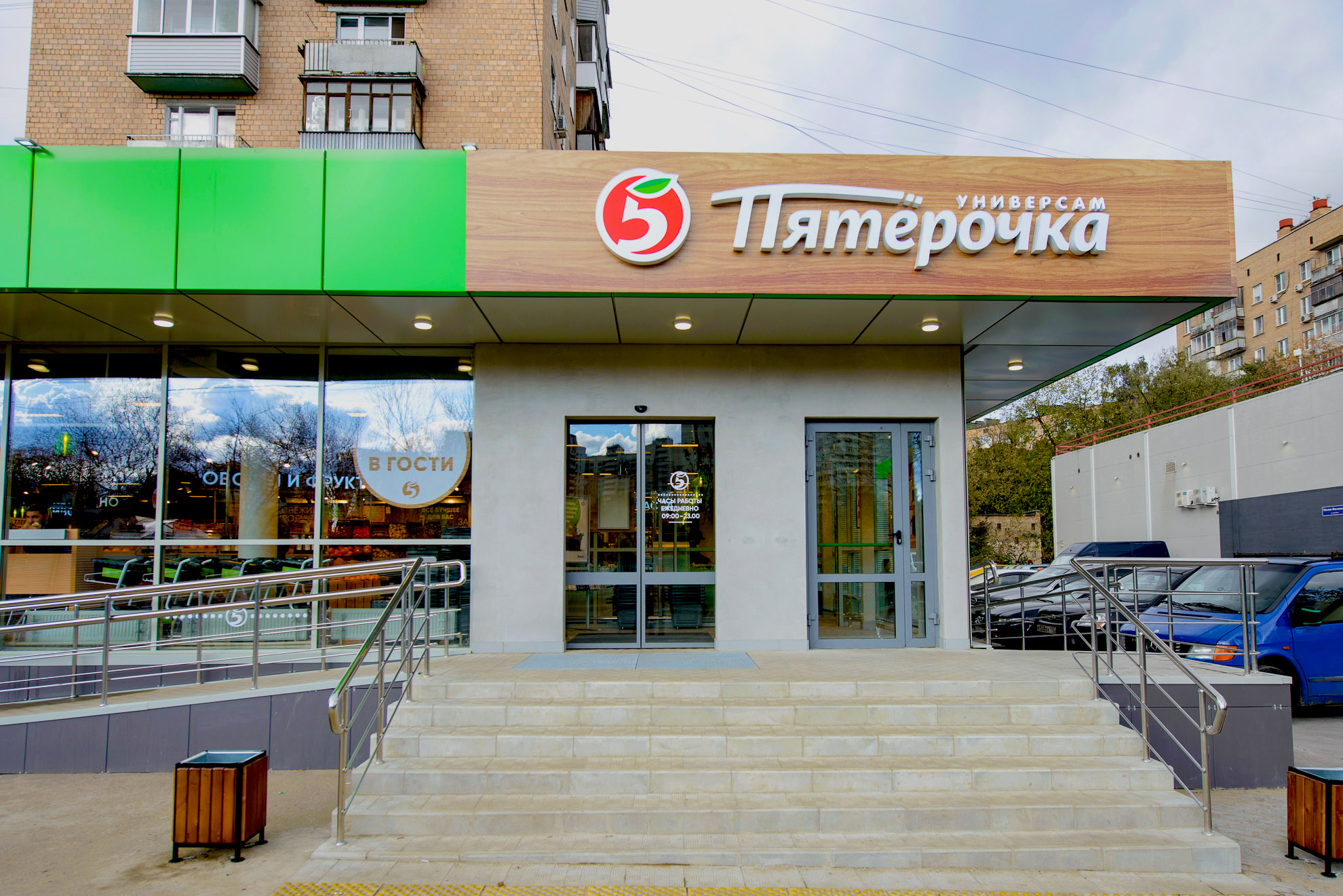
Moskauer Pjatjorotschka-Markt im neuen Konzept von 2019, Außenansicht

Das erste Geschäft der Handelskette wurde 1999 in Sankt Petersburg eröffnet. 2001 ist die Kette in den Moskauer Markt eingestiegen. 2002 eröffnete das Unternehmen in Woronesch erstmals auch einen Supermarkt in der russischen Provinz.
2002 begann die Entwicklung eines Franchising-Programms.
2005 führte Pyaterochka Holding N. V. den IPO an der London Stock Exchange durch.
2006 erfolgte die Verschmelzung der Handelsketten Pjatjorotschka und Perekrjostok, die Holding X5 Group wurde gegründet, dabei bewahrte die Handelskette ihren Namen.
2010 erwarb X5 Retail Group die Handelskette Kopeika mit über 660 Geschäften und 7 Verteilzentren. Nach dem Rebranding wurden die erworbenen Geschäfte unter dem Namen Pjatjorotschka weitergeführt.
2013 wurde ein Modernisierungsprogramm für die Kette gestartet, es wurden leicht verderbliche Produkte in das Sortiment aufgenommen, die Dichte der Warenauslage in den Theken wurde gemindert, in den meisten Geschäften wurden transparente Schaufenster eingeführt.
2019 starte Pjaterotschka ein weiteres Modernisierungsprogramm für seine Filialen. Die meisten Filialen wurden mit einer Glasfassade gestaltet. Der neue Pyaterochka bot fast doppelt so viele frische Produkte auf einer Verkaufsfläche von rund 150 Quadratmetern, was etwa der Hälfte der  durchschnittlichen Verkaufsfläche entspricht. Gemüse, Obst und ein Teil der verderblichen Waren wurden in einem eigenen Frischebereich angeboten. Der umbenannte Pyaterochka verkaufte ein breites Sortiment an Lebensmitteln und Fertiggerichten und verfügte über einen speziellen Bereich, in dem die Kunden einen Kaffee oder frischen Orangensaft trinken und ihre Elektrogeräte aufladen konnten. Eine eigene Bäckerei ermöglichte es, das Angebot an Brot und Gebäck zu erweitern. X5 hat Ende 2019 einen Express-Lieferservice für Pjaterotschka-Filialen eingeführt. Ab April 2020 ist der Service in Moskau, Lyubertsy, Kazan und Chimki verfügbar.

## Kennzahlen
Nach dem Jahr 2019 führte das Unternehmen 15.354 Pjatjorotschka-Geschäfte, die Handelskette erzielte einen Reinerlös von über 1,367 Bio. Rubel.
| Kennzahlen der Handelskette (nach dem Stand per 31. Dezember des Jahres) | Kennzahlen der Handelskette (nach dem Stand per 31. Dezember des Jahres) | Kennzahlen der Handelskette (nach dem Stand per 31. Dezember des Jahres) | Kennzahlen der Handelskette (nach dem Stand per 31. Dezember des Jahres) | Kennzahlen der Handelskette (nach dem Stand per 31. Dezember des Jahres) | Kennzahlen der Handelskette (nach dem Stand per 31. Dezember des Jahres) | Kennzahlen der Handelskette (nach dem Stand per 31. Dezember des Jahres) | Kennzahlen der Handelskette (nach dem Stand per 31. Dezember des Jahres) | Kennzahlen der Handelskette (nach dem Stand per 31. Dezember des Jahres) | Kennzahlen der Handelskette (nach dem Stand per 31. Dezember des Jahres) | Kennzahlen der Handelskette (nach dem Stand per 31. Dezember des Jahres) |
| Kennzahl / Jahr                                                          | 2010*                                                                    | 2011                                                                     | 2012                                                                     | 2013                                                                     | 2014                                                                     | 2015                                                                     | 2016                                                                     | 2017                                                                     | 2018                                                                     | 2019                                                                     |
| ------------------------------------------------------------------------ | ------------------------------------------------------------------------ | ------------------------------------------------------------------------ | ------------------------------------------------------------------------ | ------------------------------------------------------------------------ | ------------------------------------------------------------------------ | ------------------------------------------------------------------------ | ------------------------------------------------------------------------ | ------------------------------------------------------------------------ | ------------------------------------------------------------------------ | ------------------------------------------------------------------------ |
| Anzahl der Geschäfte                                                     | ▲ 2 052                                                                  | ▲ 2 525                                                                  | ▲ 3 220                                                                  | ▲ 3 882                                                                  | ▲ 4 789                                                                  | ▲ 6 265                                                                  | ▲ 8 363                                                                  | ▲ 11 225                                                                 | ▲ 13 522                                                                 | ▲ 15 354                                                                 |
| Verkaufsfläche, Tsd. m²                                                  | ▲ 881                                                                    | ▲ 996                                                                    | ▲ 1 191                                                                  | ▲ 1 414                                                                  | ▲ 1 754                                                                  | ▲ 2 423                                                                  | ▲ 3 329                                                                  | ▲ 4 426                                                                  | ▲ 5 291                                                                  | ▲ 5 975                                                                  |
| Einzelhandelserlös Netto, Mrd. Rubel                                     | ▲ 194,8                                                                  | ▲ 282,8                                                                  | ▲ 317,7                                                                  | ▲ 348,4                                                                  | ▲ 435,8                                                                  | ▲ 585,4                                                                  | ▲ 775,6                                                                  | ▲ 1 001                                                                  | ▲ 1 198                                                                  | ▲ 1 367                                                                  |
| Anzahl der Kundenbesuche, Mio                                            | ▲ 831                                                                    | ▲ 1 211                                                                  | ▲ 1 353                                                                  | ▲ 1 450                                                                  | ▲ 1 645                                                                  | ▲ 1 990                                                                  | ▲ 2 543                                                                  | ▲ 3 367                                                                  | ▲ 3 913                                                                  | ▲ 4 460                                                                  |

- Einschließlich der Geschäfte der Handelskette Kopejka.

## IT und Innovationen
Im Frühling 2017 begann die Handelskette Pjatjorotschka die Personalauswahl zu automatisieren. Der Sprachroboter (mit Frauenstimme – Wera, mit Männerstimme – Jermil) erkennt Sprache, selektiert Bewerbungsschreiben nach ausgewählten Parametern und ruft potentielle Bewerber an. Der Roboter legt den Bewerbern die Vakanzen des Unternehmens dar und verbindet ihn, nachdem der Bewerber sein Interesse zeigt, automatisch mit dem zuständigen Mitarbeiter der Personalabteilung.
Im Februar 2018 startete X5 einen Online-Service, welcher lmmobilieneigentümern die Möglichkeit bietet, die Durchschnittsmiete am jeweiligen Standort in den Präsenzgebieten der Handelskette Pjatjorotschka zu berechnen. Außerdem können ein Mietangebot, ein Verkaufsangebot über Räume oder Gebäude und ein Grundstücksangebot für Errichtung eines Supermarkts generiert werden, falls die Räume den Kriterien der Geschäftseröffnung entsprechen.

## Logistik
Per 31. Dezember 2019 verwaltete „Pjatjorotschka“ 31 Verteilungszentren.

## Trivia
Im Februar 2005 erwarb die Handelskette die Rechte an dem Zeichentrickfilm Hase und Wolf und produzierte sogar zwei neue Episoden – die 19. Episode im Jahre 2005 und die 20. Episode im Jahre 2006, die vom Regisseur Aleksei Kotjonotschkin, dem Sohn des berühmten Wjatscheslaw Kotjonotschkin, gefilmt wurden.
Im Januar 2013 schloss X5 den Lizenzvertrag mit dem Organisationsausschuss Sotschi-2014 ab. Demzufolge wurde die Gesellschaft zum offiziellen Einzelhandelsanbieter der Olympischen Winterspiele 2014 in Sotschi und bot den Kunden rund 1.000  gebrandete Artikel mit den olympischen Symbolen Sotschi-2014 in allen Pjatjorotschka-Supermärkten in 45 Regionen Russlands an.